# Voay
Voay – rodzaj wymarłego krokodyla z rodziny krokodyli właściwych (Crocodylidae). Mierząc 3–4 m długości i ważąc około 170 kg, był największym drapieżnikiem żyjącym w późnym plejstocenie i holocenie na Madagaskarze. Wyginął około 2000 lat temu, w przybliżeniu w tym samym czasie, kiedy na tej wyspie osiedlili się ludzie. Gatunkiem typowym jest Voay robustus, początkowo zaliczony do rodzaju Crocodylus. Nowsze analizy wskazują jednak na jego bliższe pokrewieństwo z krokodylem krótkopyskim niż z Crocodylus.

## Morfologia

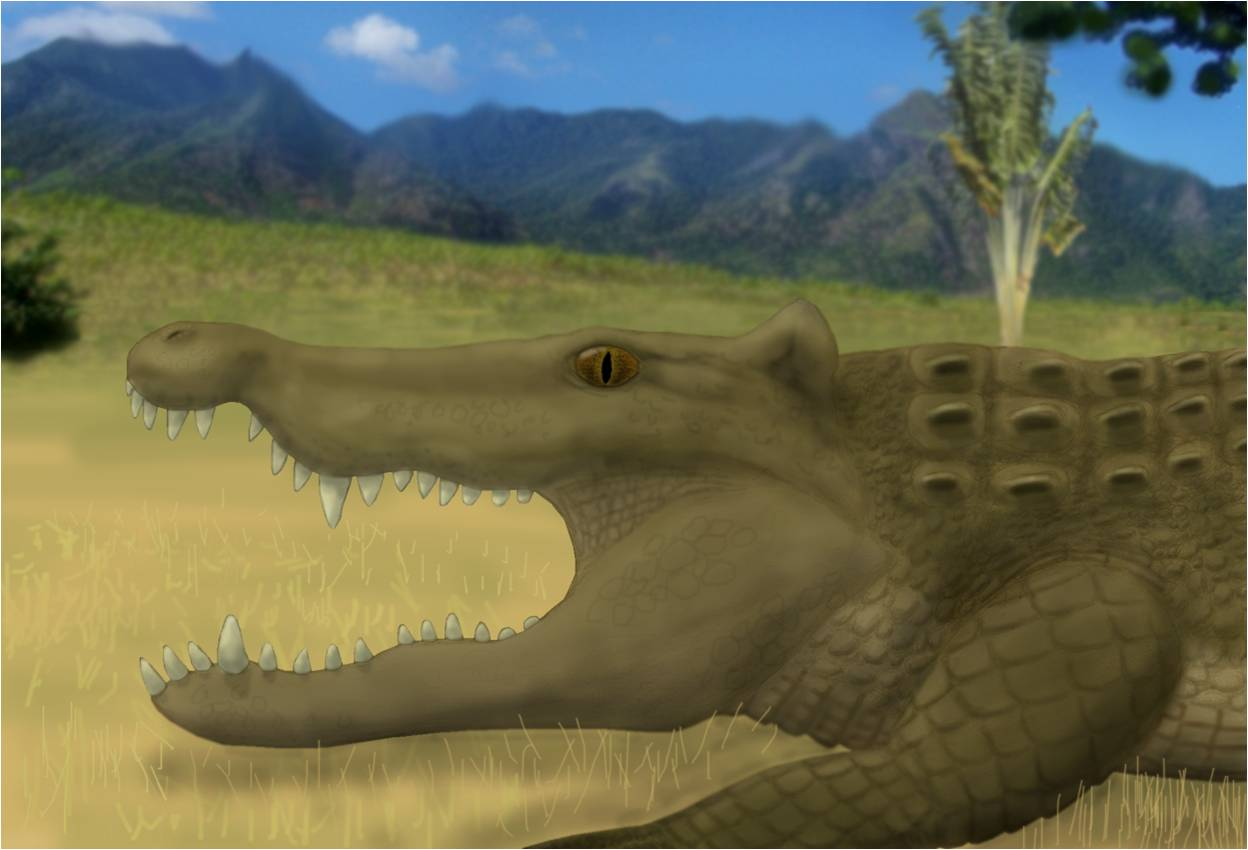
Rekonstrukcja

Voay był dużym krokodylem – na podstawie rozmiarów kości udowych (MB.R.4106–10, mierzących od 27 do 35,5 cm) długość całego zwierzęcia oszacowano na 3,5–4 m. Również wielkość czaszek dowodzi, że większe osobniki osiągały co najmniej 3 m długości. Masę Voay szacuje się na około 170 kg, co czyni z niego największego drapieżnika żyjącego w późnym plejstocenie i holocenie na Madagaskarze. Większością cech budowy szkieletu pozaczaszkowego przypominał pozostałe Crocodylidae, poszczególne kości były jednak bardziej masywne, a miejsca przyczepu mięśni – większe. W każdej z kości szczękowych znajduje się dwanaście okrągłych zębodołów. W większości kości zębowych – piętnaście, a u okazu AMNH 3104 tylko czternaście, jednak różnica ta nie jest istotna, gdyż u większości współczesnych gatunków krokodyli liczba zębodołów waha się o 1–2. Najbardziej charakterystyczną cechą Voay są jednak stosunkowo duże rogi, zbudowane z kości łuskowych. Podobne struktury pojawiają się w trakcie dorastania u większości gatunków z rodzaju Crocodylus, zwłaszcza krokodyla kubańskiego i krokodyla syjamskiego, występowały również u paleoceńskiego aligatora Ceratosuchus burdoshi. Zbudowane z kości łuskowych rogi podobne do tych występujących u Voay miał również Crocodylus anthropophagus, a odmienne – Aldabrachampsus.

## Klasyfikacja
Voay robustus został opisany w 1872 roku przez Grandidiera i Vaillanta pod nazwą binominalną Crocodylus robustus. Niektórzy autorzy uważali, że należy on do tego samego gatunku co krokodyl nilowy, który obecnie występuje również na Madagaskarze. Analizy kladystyczne dowodzą jednak, że jest bliżej spokrewniony ze współczesnym krokodylem krótkopyskim niż z rodzajem Crocodylus, dlatego w 2007 roku Christopher Brochu ustanowił dla niego nową nazwę rodzajową Voay, w języku malgaskim znaczącą „krokodyl”. Nazwa gatunkowa robustus odnosi się do masywnej budowy szkieletu. Materiał, na podstawie którego Grandidier i Vaillant opisali C. robustus, prawdopodobnie zaginął, więc na neotyp Brochu desygnował czaszkę oznaczoną numerem katalogowym MCZ 1006. W 1898 roku Muzeum Historii Naturalnej w Berlinie zakupiło szczątki co najmniej trzech osobników V. robustus, jednak formalnie opisane zostały one dopiero w 2009 roku – jedna kość ramienna i dwie promieniowe, uznane początkowo za pozostałości krokodyla, okazały się w rzeczywistości należeć do młodocianych hipopotamów Hippopotamus madagascariensis.

## Paleobiologia i paleoekologia
Voay był największym drapieżnikiem żyjącym na Madagaskarze w późnym plejstocenie i holocenie. Jego przodkowie przepłynęli Kanał Mozambicki z kontynentalnej Afryki i osiedli na tej wyspie. Voay wyginął około 2000 lat temu, w przybliżeniu w tym samym czasie, kiedy pierwsi ludzie dotarli na Madagaskar. Brochu wstępnie zasugerował, że to ludzie są odpowiedzialni za wymarcie Voay, jednak nie wykluczył, że wpływ na to miał krokodyl nilowy, który prawdopodobnie również w tym czasie skolonizował Madagaskar. Według Bickelmann i Klein mało prawdopodobne jest, by prymitywnie uzbrojeni ludzie byli w stanie całkowicie wytrzebić populację dużych krokodyli. Autorki zasugerowały, że Voay wyginął z powodu zmian siedlisk lub zdobyczy. Krokodyl nilowy osiąga podobne rozmiary i zajmuje te same nisze ekologiczne co Voay, więc – jeśli miałby wyprzeć go z zajmowanych siedlisk – musiałby przynajmniej przez krótki czas występować obok niego. Dotychczas nie znaleziono jednak szczątków krokodyli nilowych obok pozostałości Voay, dlatego Bickelmann i Klein zasugerowały, że stabilne populacje C. niloticus zasiedliły Madagaskar dopiero po wymarciu Voay. Jest to zgodne z danymi molekularnymi, które wskazują na niewielkie różnice genetyczne pomiędzy madagaskarskimi a kontynentalnymi populacjami krokodyli nilowych.